# 函数の全微分
微分法の分野における全微分（ぜんびぶん、英: total differential）は多変数の場合の函数の微分である。
M を Rn（あるいはより一般に可微分多様体）の開集合として、全微分可能な函数 f: M → R の全微分を df と書けば、これは
{\displaystyle {\mathit {df}}=\sum _{i=1}^{n}{\frac {\partial f}{\partial x_{i}}}\,{\mathit {dx}}_{i}}
のように表される。全微分と偏微分の区別のため、全微分には "丸くない d" を用い、偏微分には "丸い d" つまり ∂ を用いる。以下、扱う函数は全て全微分を持つものと仮定するから、同時にそれは偏微分可能であり、また df は上記の式として表すことが可能となることに注意。 
伝統的には、あるいは現代においても自然科学などの分野においてしばしば、微分 dx, dt, … などを無限小として扱う。一方現代数学的な取扱いでは、微分形式（特に微分 1-形式）と考える。これは完全に形式的な式と考えることもできるし、線型写像として扱うこともできる。函数 f の点 x における微分 df(x) は、各ベクトル v に対して x を通る v-方向への方向微分を対応付ける線型写像になる。この意味において全微分は、全微分係数（全導函数）である。このことは函数の終域を Rn やほかのベクトル空間あるいは多様体に取り換えても通用する。

## 全微分と線型近似
全微分可能な函数 f: Rn → R の点 p ∈ Rn における全微分商 (total derivative) は、函数 
{\displaystyle h\mapsto f(p+h)-f(p)}
を近似する線型写像であり、h1, …, hn が十分小さいとき
{\displaystyle f(p+h)-f(p)\approx \sum _{i=1}^{n}{\frac {\partial f}{\partial x_{i}}}(p)\,h_{i}\quad (h=(h_{1},\dots ,h_{n}))}
と書くことができる。
現代数学において、この写像は f の p における全微分 (total differential) df(p) と呼ばれる（この意味において、全微分商と全微分は同義である）。微分小 dxi を h の第 i-成分 hi を対応させる写像 dxi(h) = hi と見れば、写像としての等式
{\displaystyle {\mathit {df}}(p)=\sum _{i=1}^{n}{\frac {\partial f}{\partial x_{i}}}(p){\mathit {dx}}_{i}}
が成り立ち、上記の近似式は
{\displaystyle f(p+h)-f(p)\approx [\mathrm {d} f(p)](h)}
と書くことができる。

微小変分としての微分小

伝統的には、自然科学の広範な分野において、微分小 dxi を微小変分 hi それ自身と考えることがよく行われる。このとき、f の全微分 df はその変分の線型主要部であり、上記の近似式は
{\displaystyle \Delta f=f(p+{\mathit {dx}})-f(p)\approx {\mathit {df}}}
あるいは
{\displaystyle f(p+{\mathit {dx}})\approx f(p)+{\mathit {df}}}
と書くことができる。

## 線型写像としての全微分

### 実線型空間
M がベクトル空間 Rn の開集合で、f: M → R は微分可能とする。任意の点 p ∈ M における全微分 df(p): Rn → R は、各ベクトル v = (v1, …, vn) に対して方向微分を割り当てる線型写像、即ち
{\displaystyle {\mathit {df}}(p)\colon \mathbb {R} ^{n}\to \mathbb {R} ;\;v\mapsto \partial _{v}f(p)=\left.{\frac {d}{\mathit {dt}}}f({p}+t{v})\right|_{t=0}=\sum _{i=1}^{n}{\frac {\partial f}{\partial x^{i}}}(p)v^{i}}
である。df(p) は R-値であるから、これは線型形式であり、また dxi をベクトルの第 i-成分を取り出す写像（双対基底）
{\displaystyle {\mathit {dx}}^{i}(v)={\mathit {dx}}^{i}(v^{1},\ldots ,v^{n})=v^{i}}
とすれば、上記は
{\displaystyle {\mathit {df}}(p)=\sum _{i=1}^{n}{\frac {\partial f}{\partial x^{i}}}(p)\,{\mathit {dx}}^{i}}
と書ける。あるいはまた勾配を用いて
{\displaystyle [{\mathit {df}}(p)](v)=\nabla f(p)\cdot v=\operatorname {grad} (f)\cdot v}
と書くこともできる。右辺は点乗積である。

### 多様体
一般の場合において、点 p ∈ M における全微分 df(p): TpM → R は接ベクトル v ∈ TpM に対して、その方向への方向微分を割り当てる。接ベクトル v = (0)（γ は γ(0) = p を満たす M 内の曲線）に対し、
{\displaystyle [{\mathit {df}}(p)](v)=\left.{\frac {d}{\mathit {dt}}}(f\circ \gamma (t))\right|_{t=0}}
である。従って全微分 df(p) は M の点 p における余接空間 T∗
pM の元である。
df を適当な座標系のもとで表示するために、点 p の近傍 U で定義された写像 y: U → Rn で y(p) = 0 となるものをとる。Rn の標準基底を e1, …, en とすれば、相異なる n この曲線 γi(t) := y−1(t · ei) は 1(0), …, n(0) が TpM の基底であり、
{\displaystyle {\frac {\partial f}{\partial y^{i}}}(p)=\left.{\frac {d}{\mathit {dt}}}(f\circ \gamma _{i}(t))\right|_{t=0}={\frac {\partial }{\partial x_{i}}}(f\circ y^{-1})(0)}
と偏微分を得ることができる。先の例と同様に dyi: TpM → R は写像 yi: U → R の全微分とすれば、これは T∗
pM の元であって、i(0) の双対基底を成し、上記は
{\displaystyle {\mathit {df}}(p)=\sum _{i=1}^{n}{\frac {\partial f}{\partial y^{i}}}(p)\,{\mathit {dy}}^{i}}
と書ける。
接ベクトル v ∈ TpM を導分（微分作用素）と見れば、df(p)(v) = v(f) を得る。

### 連鎖律
f: Rn → R は可微分函数で、g: R → Rn, g(t) = (g1(t), …, gn(t)) は滑らかな曲線とすると、合成函数の微分は
{\displaystyle {\begin{aligned}{\frac {d}{\mathit {dt}}}(f\circ g)(t)&=[{\mathit {df}}(g(t))](g'(t))=\nabla f(g(t))\cdot g'(t)=\operatorname {grad} f(g(t))\cdot g'(t)\\&={\frac {\partial f}{\partial x^{1}}}(g(t))g_{1}'(t)+\dots +{\frac {\partial f}{\partial x^{n}}}(g(t))g_{n}'(t)\end{aligned}}}
と書ける。多様体の場合にも同様のことが成り立つ。

## 無限小と微分形式
無限小変分としての全微分を考えることは全微分を理解する単純な方法である。たとえば時刻 t と時刻 t に依存する n 個の変数 pi の函数 M(t, p1, …, pn) を考えるとき、M の無限小変分は
{\displaystyle {\mathit {dM}}={\frac {\partial M}{\partial t}}{\mathit {dt}}+\sum _{i=1}^{n}{\frac {\partial M}{\partial p_{i}}}{\mathit {dp}}_{i}}
で与えられる。しばしばこの式は「経験論的」な無限小の間の関係として解釈されるが、変数 t および pi を函数と思えば、M(t, p1, …, pn) はこれらの函数と M の合成と解釈できるから、上記は微分 1-形式の間の等式として完全に意味を持ち、外微分に関する連鎖律からすぐに得られる。このような観点に立つ利点は、変数間の任意の依存関係を扱うことができることである。たとえば、p12 = p2p3 のとき、2p1dp1 = p3dp2 + p2dp3 が成り立つ。特に全ての変数 pi が t の函数ならば
{\displaystyle {\mathit {dM}}={\frac {\partial M}{\partial t}}{\mathit {dt}}+\sum _{i=1}^{n}{\frac {\partial M}{\partial p_{i}}}{\frac {\partial p_{i}}{\partial t}}{\mathit {dt}}}
となる。

## 可積分性
各全微分 A = df は 1-形式である。即ち
{\displaystyle A(p)=\sum _{i=1}^{n}a_{i}(p)\,{\mathit {dx}}^{i}}
と表示できる。微分形式の解析学においてカルタン微分 dA は 2-形式 
{\displaystyle {\mathit {dA}}(p)=\sum _{i=1}^{n}\sum _{j=i+1}^{n}\left[{\frac {\partial a_{j}}{\partial x_{i}}}(p)-{\frac {\partial a_{i}}{\partial x_{j}}}(p)\right]{\mathit {dx}}^{i}\wedge {\mathit {dx}}^{j}}
である。A が実際に C2-級函数 f の全微分 df であるとき、即ち ai = ∂f⁄∂xi のとき二階微分の対称性により
{\displaystyle {\mathit {dA}}(p)=\sum _{i=1}^{n}\sum _{j=i+1}^{n}\left[{\frac {\partial ^{2}f}{\partial x_{i}\partial x_{j}}}(p)-{\frac {\partial ^{2}f}{\partial x_{j}\partial x_{i}}}(p)\right]{\mathit {dx}}^{i}\wedge {\mathit {dx}}^{j}=0}
が成り立つ。
局所的には常にこの逆が成り立つ:
1-形式 A が dA = 0 を満足するならば、その点の適当な近傍において A の原始函数、すなわち可微分函数 f で A = df を満足するものが存在する。
ゆえに dA = 0 を可積分条件と呼ぶことがある。これは具体的には任意の i, j に対して
{\displaystyle {\frac {\partial a_{j}}{\partial x_{i}}}={\frac {\partial a_{i}}{\partial x_{j}}}},
あるいは 
{\displaystyle {\frac {\partial a_{j}}{\partial x_{i}}}-{\frac {\partial a_{i}}{\partial x_{j}}}\equiv 0}
が成り立つことである。
多くの場合には、さらに大域的な原始函数が存在して A はその全微分になる。これは例えば、微分形式がRn の領域、より一般には星型あるいは単連結領域上で定義される場合などである。
多様体 M 上の任意の 1-形式が可積分条件を満たす（つまり、原始函数を持ちその全微分となる）という主張は、一次のド・ラムコホモロジー群 H1
dR(M) が自明であることと同値である。

### 微分積分学の基本定理
M = R において任意の 1-形式 A = f dx を考えるとき、次元の関係から必ず dA = 0 が成立する。従って R において可積分条件が成り立ち、適当な可微分函数 F が存在して dF = A, 即ち F' = f が成立する。これは一変数の場合の微分積分学の基本定理に他ならない。

### 全微分方程式
完全微分方程式 (total differential equation) は、全微分に関する方程式として書ける微分方程式である。外微分の性質により、このような方程式は空間の内在的かつ幾何学的な性質を記述するものと理解することができる。

## 一般化
同様にして（成分ごとに考えて）ベクトル値函数の全微分も定義できる。可微分多様体間の可微分写像に対する一般化として微分写像が得られる。
函数解析学において全微分は、フレシェ微分によって容易に一般化することができる。変分法では変分導函数と呼ばれる。